# Cerchio cantabrico
Il cerchio cantabrico o circolo cantabrico è una particolare formazione della cavalleria leggera in epoca romana e alto medievale.
Deve il suo nome alla popolazione dei Cantabri che furono probabilmente i primi ad utilizzarla o fu la prima volta che venne documentata da storici romani. I Cantabri erano una bellicosa popolazione della Spagna settentrionale, che venne sottomessa da Augusto quando completò la conquista dell'Iberia. Poi la formazione venne imitata dalle popolazioni barbariche del III - V secolo: tra le quali spiccano gli Unni, i Goti, i Sarmati e probabilmente anche gli Alani.
Il cerchio cantabrico può essere effettuato solo da soldati a cavallo, armati con armi da distanza: soprattutto arco, ma anche lance, dardi e giavellotti. Le unità che eseguono il cerchio cantabrico procedono in circolo tutte nella stessa direzione, anche se la formazione rimane ferma nello stesso punto (il centro del cerchio rimane fermo). Ogni soldato scaglia la freccia quando si trova nella parte di cerchio più vicina al nemico, poi percorre l'altra parte e nello stesso tempo prepara una nuova freccia, la incocca, tende l'arco e aspetta, prima di scagliarla, che sia arrivato nuovamente nella parte di cerchio più vicina al nemico. Nel complesso l'effetto che si ottiene è una pioggia continua di frecce, invece del tiro simultaneo e discontinuo degli arcieri normali. I vantaggi del cerchio cantabrico sono due: uno offensivo ed uno difensivo. Il vantaggio difensivo sta nel fatto che il cavaliere ricarica la propria arma quando si trova nella "zona protetta" (cioè dietro) del proprio schieramento ed attacca dalla zona migliore, cioè davanti; quindi questo movimento continuo di avanzata e ritirata permette di preservare al meglio la vita del cavaliere, il quale si troverà sempre fuori dalla portata degli eventuali arcieri nemici quando ricarica. 
Il vantaggio offensivo sta nel fatto che il cavaliere scocca la freccia quando il proprio cavallo si muove verso il nemico; in questo modo si somma la velocità del cavallo alla velocità iniziale della freccia, così si può tirare frecce più veloci (e quindi con gittata e potenza maggiori) rispetto ad un tiro da fermi.
Quindi il cerchio cantabrico aveva effetti devastanti sul nemico, inoltre il tiro ininterrotto di frecce creava effetti disastrosi sul morale del nemico, il quale subiva una continua pioggia di frecce che lo costringeva a ripiegare velocemente.
I maestri del cerchio cantabrico erano probabilmente Unni e Sarmati, che univano una straordinaria abilità a cavallo all'uso dell'arco composito, il migliore in fatto di gittata e potere di penetrazione.